# HITスクワッド
ヒューズ・インテンシブ・トレーニング・スクワッド（Hughes Intensive Training Squad、略称HITスクワッド）は、アメリカ合衆国の総合格闘技ジム。イリノイ州グラニットに所在。

## 概要
2007年、ミレティッチ・マーシャルアーツ・センターから独立したマット・ヒューズが、ロビー・ローラーやボクシングコーチのマット・ペーニャらと共にヒューズの故郷イリノイ州に設立。
2011年3月24日、総合格闘家のジェシー・フィニーに売却。フィニーがオーナーとなり、フィニーズ HITスクワッドに改称。

## トレーナー
- ライアン・サットン - レスリング、グラップリングコーチ
- ルーカス・ロペス - 柔術コーチ
- ジョージ・スタニク - 柔道コーチ

## 所属選手
- マット・ヒューズ
- ロビー・ローラー
- クレイ・フレンチ
- チェイス・ビービ